# Султан бін Ахмед
Султан бін Ахмед (араб. أبناء	حمد بن سيد; нар. 1755 — 20 листопада 1804) — султан і сейїд Маскату в 1792—1804 роках.

## Життєпис

### Молоді роки
Походив з династії Бусаїдів. П'ятий син імама й султана Ахмеда бін Саїда. У 1781 році разом з братом Саїфом підняли повстання проти іншого брата Саїда, якого батько оголосив султаном. Султан і Саїф захопили фортеці аль-Мірані і аль-Джалалі біля Маскату. У 1782 році Ахмед бін Саїд повернувся до Маскату, почавши поступово захоплювати форти. Оточені з двох сторін брати змушені були здатися батькові. Султан отримав прощення, а Саїфа було запроторено за грати.
У 1783 році після смерті Ахмеда бін Саїда уся влада перейшла до Саїда. В свою чергу невдовзі Султан разом з братом Саїфом, якого було звільнено, знову повстав. На їх бік перейшов Сакара, шейх племені шемаль. Брати захопили міста Хамра, Шарджу, Рамс і Хор-Факкан. Втім не вдалося захопити Маскат і Рустак, а також привернути на свій бік кочові племена. Зрештою Саїф відплив до Східної Африки, маючи намір стати там незалежним правителем, але незабаром помер, а Султан втік до Мекрану, де отримав від місцевого правителя у володіння приморське місто Гвадар.

### Султанювання
У 1792 році довідавшись про смерть свого небожа — Хамада, султана Маскату, швидко повернувся до Оману, де захопив владу в Маскаті. Більшість шейхів підтримало його. Втім Султан в Барці зустрівся з братом Саїдом, за яким визнав титул імама, а також передав місто Сухар іншому братові Кайсу.
Султан ібн Ахмед продовжував політику Хамада щодо зміцнення морської потуги держави. Зберіг за собою владу в Гвадарі, який розбудував у важливий порт. 
Завдав поразки Халідському емірату, захопивши півострів Катар і о. Бахрейн, потім встановив зверхність над племенами бану-халід (область Лахса).
Скористався боротьбою в Персії в середині династії Зандів, захопивши перський порт Шахбар. У 1798 році, використавши численні повстанні проти перського шаха Фатх-Алі, здійснив успішний похід, внаслідок якого захопив митний контроль над перським портом Бендер-Аббасом і найближчими до нього островами. Як наслідок він отримав доступ до ринків Південної Персії.
Разом з тим не зміг протидіяти дірійському еміру Абдул-Азізу, зверхність якого визнав, погодившись на сплату данини і надання маскатської фортеці саудівцям. Намагаючись уникнути повного поневолення, Султан бін Ахмед пішов на союз з Британською Ост-Індською компанією, яка була зацікавлена в тому, щоб порт Маскат зберіг статус кво. У 1798 році уклав союзний договір з Британською Ост-Індійською компанією, за яким султан Маскату зобов'язувався надавати британцям на своїй території режим найбільшого сприяння, натомість отримував військову допомогу. Після цього Маскат став головною базою компанії в Перській затоці. 1799 році Султан бін Ахмед встановив зверхність над Салманом I ібн Ахмедом, хакімом Бахрейну.
У 1800 році ваххабіти з Дірійського емірату напали на північні володіння Оману, захопили оазу Ель-Бураймі і взяли в облогу місто Сухар. В свою чергу, отримавши допомогу від британців, Султан почав війну з еміратом. У 1804 році в басрі вів перемовини Хафіз-Алі-пашою, володарем Іраку, щодо спільних дій проти Дірійського емірату та владнання суперечки стосовно митних зборів. На зворотному шляху атакований флотом Аль-Касімі, шейха Рас-ель-Хайм, васала дірійців, де зазнав поразки й загинув. Владу було розділено між його синами Салімом і Саїдом.